# Elektrociepłownia EC Nowa
Elektrociepłownia Nowa – elektrociepłownia znajdująca się w Dąbrowie Górniczej w województwie śląskim.

## Historia
Elektrociepłownia EC Nowa została zbudowana z myślą o dostawie energii do Huty Katowice. W dniu 29 marca 2001 podpisano akt notarialny powołujący Elektrociepłownię EC Nowa Sp. z o.o., przy kapitale zakładowym w 100% pokrytym przez Hutę Katowice. 
Lista wspólników elektrociepłowni to:
- ENION S.A. z siedzibą Krakowie,
- MITTAL STEEL POLAND S.A. z siedzibą w Katowicach,
- Skarb Państwa,
- Gmina Dąbrowa Górnicza,
- HK Stal - Service Przedsiębiorstwo Remontowo-Produkcyjne Spółka z o.o. z siedzibą w Dąbrowie Górniczej.

## Dane techniczne
Elektrociepłownia posiada koncesje na:
- wytwarzanie energii elektrycznej,
- obrót energią elektryczną,
- wytwarzanie ciepła,
- przesyłanie i dystrybucję ciepła.

Elektrociepłownia składa się z:
- 5 turbozespołów o łącznej mocy elektrycznej 150 MW, współpracujących z 6 kotłami parowymi,
- 1 kotła ciepłowniczego wodnego, o łącznej osiągalnej mocy cieplnej 588 MW.

Przedsiębiorstwo należy do koncernu TAMEH - Tauron Accelor Mittal Energy Holding.